# Vlag van Heuvelland
De vlag van Heuvelland werd door de gemeenteraad op 10 februari 1986 officieel vastgesteld als de gemeentelijke vlag van de West-Vlaamse gemeente Heuvelland. Op 10 december 1986 werd hij door het Bestuur van Vlaanderen bevestigd en uiteindelijk gepubliceerd op 3 december 1987 in het officiële Belgisch Staatsblad.
Officieel wordt de vlag beschreven als:
Drie even hoge banen van zwart, van geel en van groen, met op het midden van het groen een gele achtpuntige ster.
Groen symboliseert de landelijke omgeving van Heuvelland, terwijl zwart en geel doen denken aan Vlaanderen. De ster symboliseert de acht onderdelen van de gemeente.

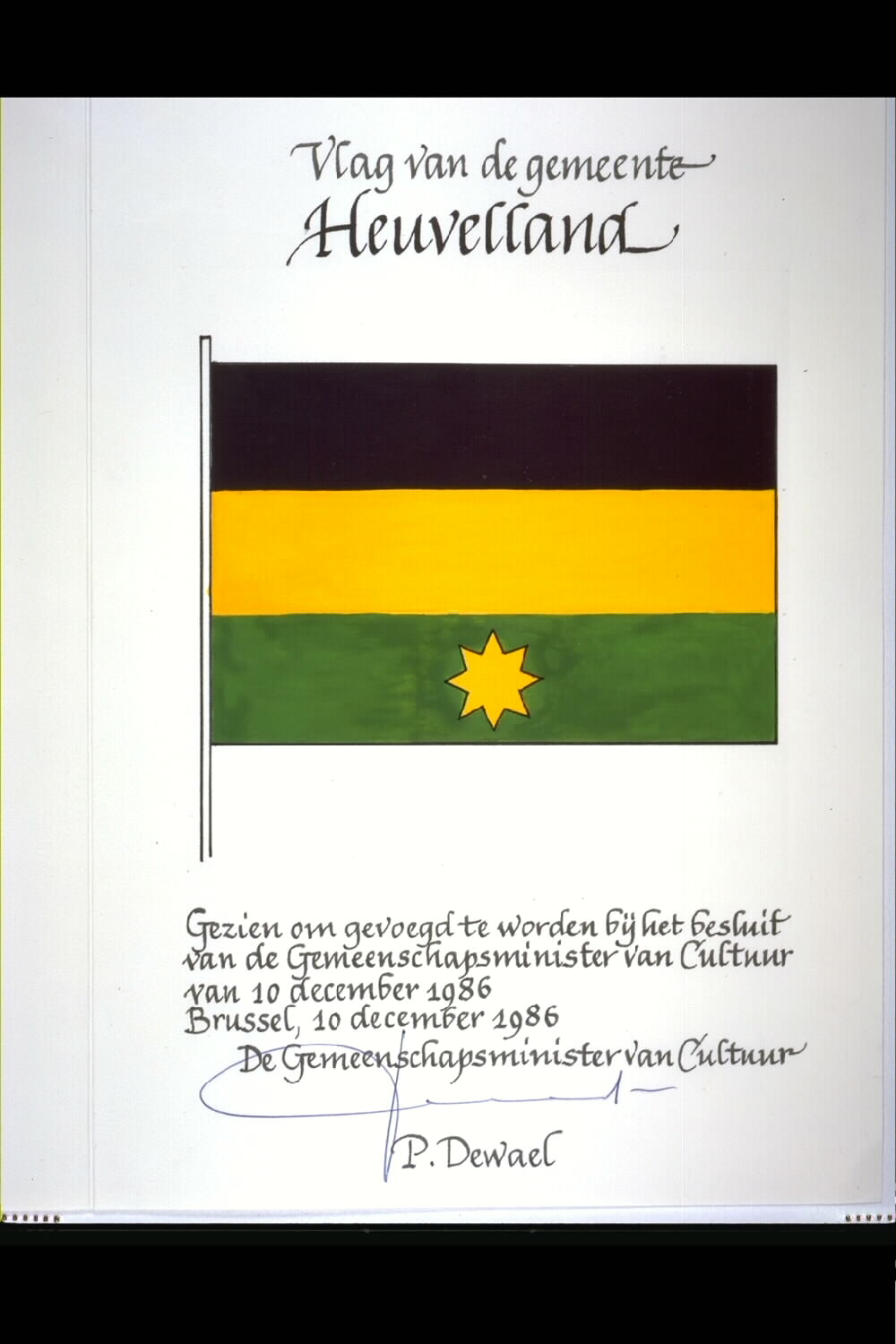
Ontwerp vlag getekend door Patrick Dewael